# Junior Sambia
Junior Sambia, né le 7 septembre 1996 à Lyon, est un footballeur franco-centrafricain. Il évolue au poste de latéral droit à Empoli FC, en prêt de l'US Salernitana.

## Carrière

### Carrière en club
Après avoir débuté le football à l'Olympique lyonnais, Junior Sambia rejoint l'UF Mâcon en 2011. Jouant avec les U17 Nationaux de son club, il est alors sélectionné en équipe de Bourgogne.

#### Chamois niortais
Il rejoint les Chamois niortais à l'été 2013. Après une première saison passée avec l'équipe réserve, il dispute son premier match professionnel en septembre 2014, lors d'un déplacement à Dijon. Il signe son premier contrat professionnel en décembre 2015.

#### Montpellier HSC
Le 23 août 2017, le Montpellier HSC officialise son arrivée en prêt avec option d'achat. Un renfort à ce poste n'était pas prévu mais son profil de jeune joueur de qualité selon Laurent Nicollin représentait une opportunité pour compléter l'effectif et préparer l'avenir. Il débute sous ses nouvelles couleurs lors d'un déplacement à Dijon le 26 août 2017, remplaçant Isaac Mbenza à la 73e minute (défaite 2-1). Il conclut cette première saison en Ligue 1 avec 28 apparitions dont 16 titularisations.
Il pâtit de l'arrivée de Florent Mollet lors de la saison 2018-2019, n'étant titularisé qu'à 7 reprises. Fin mars 2019, Michel Der Zakarian confie également en attendre plus dans son investissement journalier s'il veut prétendre à jouer régulièrement.
Le 20 avril 2020, il est admis à l'hôpital pour une gastro-entérite sévère. Par précaution, il est testé au Covid-19 et le test s'avère négatif. Néanmoins, son état se dégrade rapidement et il développe des difficultés respiratoires. Le 23 avril, il est intubé puis placé dans un coma artificiel au CHU de Montpellier. Testé à nouveau, le résultat est cette fois positif. Le 25 avril, son agent Frédéric Guerra annonce qu'il n'est plus dans le coma et qu'il commence à respirer seul.

#### Salernitana
Libre depuis son départ de Montpellier HSC à l'été 2022, il s'engage quatre ans avec le club italien de US Salernitana. Il connaît sa première titularisation en match officiel le 4 janvier 2023, face au Milan AC lors de la 16e journée.

## Statistiques
| Saison                | Club                  | Championnat           | Championnat | Championnat | Championnat | Coupe nationale | Coupe nationale | Coupe nationale | Coupe de la Ligue | Coupe de la Ligue | Coupe de la Ligue | Total | Total | Total |
| Saison                | Club                  | Division              | M.          | B.          | P.d.        | M.              | B.              | P.d.            | M.                | B.                | P.d.              | M.    | B.    | P.d.  |
| 2014-2015             | Chamois niortais      | Ligue 2               | 5           | 0           | 0           | 0               | 0               | 0               | 0                 | 0                 | 0                 | 5     | 0     | 0     |
| 2015-2016             | Chamois niortais      | Ligue 2               | 31          | 2           | 2           | 4               | 0               | 0               | 0                 | 0                 | 0                 | 35    | 2     | 2     |
| 2016-2017             | Chamois niortais      | Ligue 2               | 37          | 4           | 3           | 4               | 0               | 0               | 1                 | 0                 | 0                 | 42    | 4     | 3     |
| 2017-2018             | Chamois niortais      | Ligue 2               | 3           | 0           | 0           | 1               | 0               | 0               | 0                 | 0                 | 0                 | 4     | 0     | 0     |
| Total sur la carrière | Total sur la carrière | Total sur la carrière | 76          | 6           | 5           | 9               | 0               | 0               | 1                 | 0                 | 0                 | 86    | 6     | 5     |